# Łukasz Alonso Gorda
Łukasz od Ducha Świętego Alonso Gorda (ur. 18 października 1594 w Carracedo de Vidriales (Zamora (prowincja)) w Hiszpanii; zm. 19 października 1633 na wzgórzu Nishizaka w Nagasaki w Japonii) – święty Kościoła katolickiego, hiszpański dominikanin, misjonarz na Dalekim Wschodzie, męczennik.

## Życiorys
Najpierw uczył się w Trianos, a następnie na uniwersytecie w Valladolid. W wieku 16 lat wstąpił do zakonu dominikanów w Benavente.
W 1617 r. wyruszył na misje na Filipiny. Po drodze, już w Meksyku w czasie kilku miesięcy dokończył naukę i otrzymał święcenia kapłańskie. Na Filipinach wysłano go pracy w Dolinie Cagayan, a po pewnym czasie został wykładowcą na Uniwersytecie św. Tomasza w Manili.
Następnie wysłano go na misje do Japonii, dokąd przybył w czerwcu 1623 r. Warunki pracy misyjnej były tam bardzo trudne. Władze Japonii usiłowały wytępić chrześcijaństwo i wielu katolików oddało życie za wiarę. Misjonarze musieli ukrywać się i często zmieniać miejsce pobytu. W 1633 r. przybył do Kioto, gdzie przyłączył się do niego Mateusz Kohyōe i pewien jezuita. Chcąc powstrzymać władze przed zabijaniem chrześcijan, którzy nie chcieli zdradzić miejsca pobytu kapłanów, postanowili oni sami oddać się w ręce prześladowców. Żeby ten cel zrealizować Łukasz założył dominikański habit, w trójkę wsiedli do małej łódki na rzece Yodo i w niej czekali na dalszy bieg wydarzeń. Zostali aresztowani w Osace 8 września 1633 r. W więzieniu poddano ich torturom. Następnie zostali przetransportowani przez Kobe i Kokurę do więzienia w Nagasaki. Dnia 18 października na wzgórzu Nishizaka w Nagasaki został poddany torturze tsurushi, przy czym po kilku godzinach wyjęto go z dołu i obiecano pieniądze oraz zaszczyty w zamian za wyrzeczenie się wiary. Gdy jednak nie zgodził się na tę propozycję ponownie został zawieszony nad dołem. Zmarł po wielu godzinach męki 19 października 1633 r.
Został beatyfikowany przez Jana Pawła II 18 lutego 1981 r. w Manila na Filipinach w grupie Dominika Ibáñez de Erquicia i towarzyszy. Tę samą grupę męczenników kanonizował Jan Paweł II 18 października 1987 r.